# Troller Pantanal
A Pantanal é uma picape rústica da Troller, iniciando sua produção em 2006 como alternativa básica e robusta às picapes cada vez mais luxuosas oferecidas no mercado.
Em 2008, a Ford, atual dona da Troller, anunciou um recall. Curiosamente, o tal recall determina o recolhimento de 77 unidades da Pantanal devido  à supostas trincas no chassi, que poderia causar acidentes. 
Além desse problema, a Ford afirmou na época que havia a possibilidade de perda de estabilidade e controle direcional em manobras bruscas, podendo causar acidentes. Hoje, cogita-se que a Troller esteja desenvolvendo um novo modelo. Existe a possibilidade de ser a picape sucessora da Pantanal, podendo ser também uma nova geração do Troller T4.
O que se comenta no mercado é que a Ford optou por recolher o modelo, pagando uma indenização aos proprietários correspondente ao valor da camionete segundo a tabela FIPE, a fim de não precisar manter uma estrutura de peças de reposição e atendimento por vários anos e também não manter um modelo local de qualidade concorrendo no mercado em que vende exclusivamente modelos europeus. 